# جوليا دومينيجيتي
جوليا دومينيجيتي (بالإيطالية: Giulia Domenichetti)‏ (من مواليد 29 أبريل 1984): لاعبة إيطالية تلعب في مركز خط الوسط في لعبة كرة القدم. تلعب لفريق ساساري توريس في دوري الدرجة الأولى الإيطالي، كانت قد لعبت لفريق جباسيليز  وفازت مرتين بمسابقة دوري الدرجة الأولى الإيطالي مع ساساري توريس.
دومينيجيتي تلعب منذ فترة طويلة مع منتخب إيطاليا لكرة القدم للسيدات وقد لعبت أكثر من 80 مباراة دولية مع المنتخب. وشاركت في بطولة أمم أوروبا لكرة القدم للسيدات 2005 و2009 و2013.

## روابط خارجية
- جوليا دومينيجيتي على موقع الاتحاد الدولي (مؤرشف)  (الإنجليزية)
- جوليا دومينيجيتي على موقع الاتحاد الأوربي (الإنجليزية)
- جوليا دومينيجيتي على موقع قاعدة بيانات كرة القدم.إي يو (الإنجليزية)
- جوليا دومينيجيتي على موقع Soccerway.com (الإنجليزية)